# Rio da Telha
Rio da Telha är ett vattendrag i Brasilien.   Det ligger i delstaten Rio Grande do Sul, i den södra delen av landet, 1 500 km söder om huvudstaden Brasília.
I omgivningarna runt Rio da Telha växer i huvudsak städsegrön lövskog. Runt Rio da Telha är det mycket glesbefolkat, med 3 invånare per kvadratkilometer.